# Endasys rubescens
Endasys rubescens là một loài tò vò trong họ Ichneumonidae.